# Eqrem Çabej

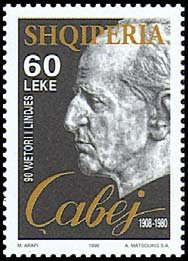
Briefmarke mit Çabejs Porträt – 1998

Eqrem Çabej (Aussprache: ˌɛcrɛm ˈt͡ʃabɛj; auch Eqerem Çabej; geb. 6. August 1908 in Eskişehir, Osmanisches Reich; gest. 13. August 1980 in Rom, Italien) war ein albanischer Albanologe. Er galt in diesem Themenfeld als Schlüsselexperte für die Sprachwissenschaft, Literatur und Volkskunde Albaniens.
Die Grundschule beendete Eqrem Çabej 1921 in Gjirokastra, dem Herkunftsort seiner Familie. Im Alter von zwölf Jahren zog er von Albanien nach Österreich. Er besuchte eine Schule in St. Pölten und von 1923 bis 1926 ein Gymnasium in Klagenfurt, wo er die Matura absolvierte. Ab 1927 studierte er an der Universität von Graz und von 1930 an in Wien, wo er die Vorlesungen von Paul Kretschmer, Carl Patsch, Nikolai Trubetzkoy und Norbert Jokl besuchte. An der Universität Wien schrieb er seine Dissertation Italoalbanische Studien.
Danach wurde Eqrem Çabej Sekundarschullehrer in Shkodra, Elbasan, Gjirokastra und der albanischen Hauptstadt Tirana. Während der italienischen Besetzung des Königreichs Albanien wurde er in Rom inhaftiert. 1943 bot ihm der albanische Ministerpräsident Rexhep Mitrovica das Amt des Bildungsministers an, was Çabej ablehnte. 1944 kehrte er nach Albanien zurück, arbeitete als Lehrer und wurde 1947 in der nun Sozialistischen Volksrepublik Albanien Forscher am Institut der Wissenschaften von Tirana, dem Vorgänger der Universität Tirana. Von 1952 bis 1967 war er Professor für historische Phonologie, 1972 war er Gründungsmitglied der Akademie der Wissenschaften. Bis zum Ende seines Lebens forschte er am Institut für Sprachen und Literatur von Tirana.
Die Eqrem-Çabej-Universität in Gjirokastra sowie einige Schulen in Albanien, Kosovo und Mazedonien sind nach ihm benannt.